# Maël-Pestivien
Maël-Pestivien è un comune francese di 411 abitanti situato nel dipartimento delle Côtes-d'Armor nella regione della Bretagna.

## Società

### Evoluzione demografica
Abitanti censiti